# Рахів (курорт)

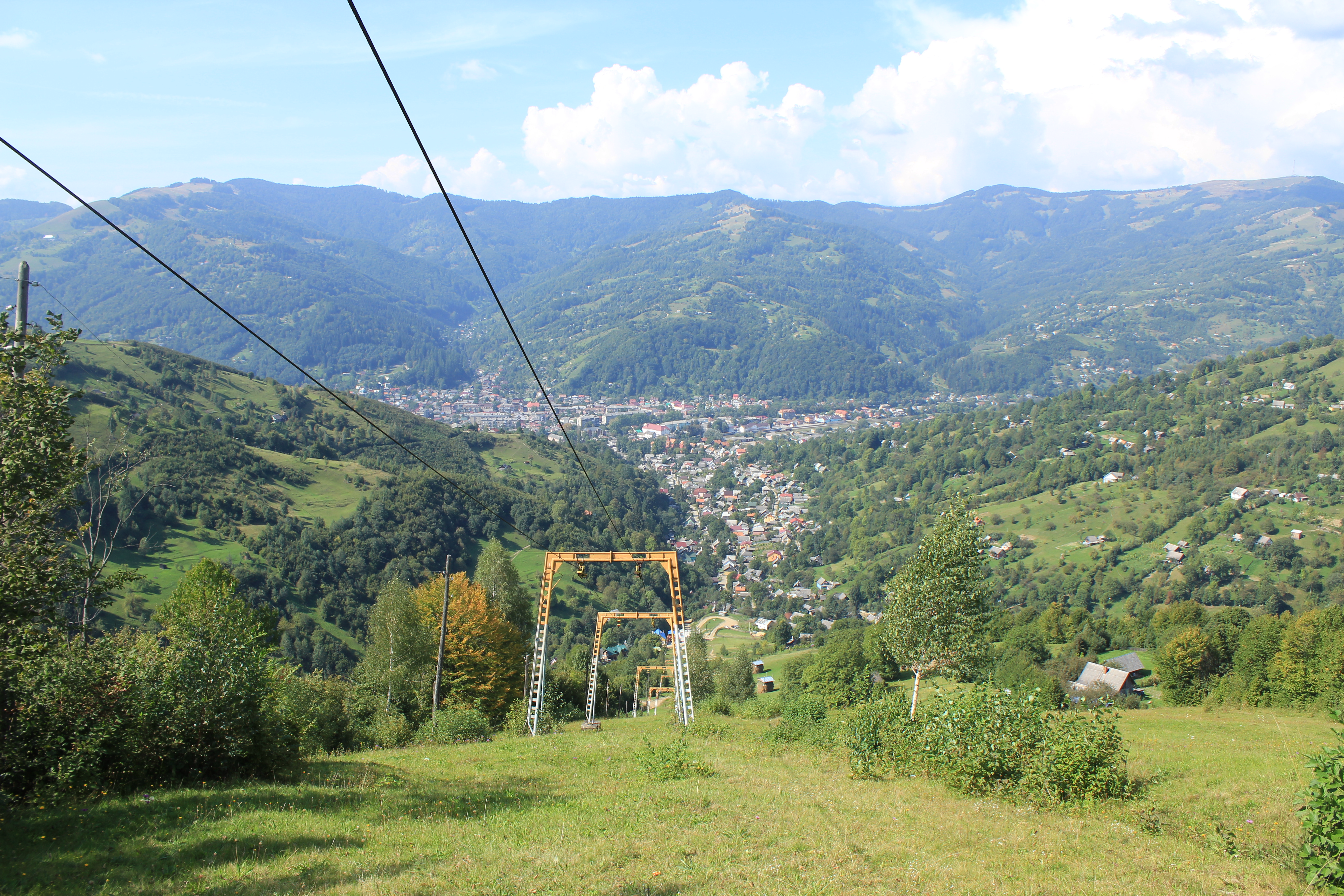

Рахів — невеличкий гірськолижний курорт в Рахові (Закарпатська область).
Гірськолижний комплекс розміщений біля гори Менчул, з трас відкривається гарний вид на місто та на Чорногірський масив з його основними вершинами. Існують траси для початківців та середнього рівня складності — для тих, хто хоче відточити майстерність. Траса приваблює частою зміною рівня нахилу. Зручний варіант для початківців, дешеві послуги інструктора, зручно добиратись.
- Відстані: Івано-Франківськ — 140 км.
- Спуски: 1400 м, 3 траси середнього рівня складності.
- Витяги: 1 бугель.